# إيرل تومسون (مؤلف)
إيرل تومسون (بالإنجليزية: Earl Thompson)‏ (24 مايو 1931، ويتشيتا في الولايات المتحدة - 9 نوفمبر 1978، ساوساليتو في الولايات المتحدة)؛ روائي أمريكي.